# Maddalena (telenovela)
Maddalena (Marielena) è una telenovela statunitense prodotta da Telemundo e TVE 1 nel 1992. In Italia è stata trasmessa da Rete 4 nel 1994.
Questa telenovela è un remake e una continuazione della telenovela venezuelana di Venevisión del 1982 Querida mamá. Poiché all'epoca in Venezuela vigeva la legge in cui una telenovela non poteva durare più di 60 puntate, questa telenovela finisce con l'assassinio di Claudia e la partenza di Maddalena.

## Trama
Maddalena è una ragazza attraente e intelligente che proviene da una famiglia modesta e numerosa ma di sani principi; trovando lavoro come segretaria si innamora del suo affascinante capo, Federico Sandoval. Tuttavia il loro amore verrà ostacolato dal fatto che quest'ultimo è sposato con una donna di 14 anni più grande di lui, Claudia, che tempo addietro aveva sposato solamente in quanto proprietaria dell'agenzia in cui lavora. I due, perciò, cominceranno ad avere una relazione segreta, ma molto presto Claudia scoprirà l'esistenza della relazione tra il marito e Maddalena. Nonostante l'evidenza dei fatti, però, Claudia, spaventata dai sentimenti che il marito prova per Maddalena, deciderà di comune accordo con lei di fingere di essere all'oscuro di tutto.
Allo stesso tempo, per non costringere Federico a fare una scelta, Maddalena non rivelerà di essere stata scoperta da Claudia, alla quale più volte Federico manifesta la sua intenzione di divorziare, ma che lei continua a tenere legato a sé facendogli credere di essere malata ed emotivamente fragile.
Di conseguenza Claudia cercherà in ogni modo di allontanare Maddalena da Federico, e arriverà persino a rivelare alla madre di Maddalena (ignara del rapporto che lega la figlia al suo capo) che ha una relazione con suo marito.
Una volta smascherata, Maddalena sarà costretta a fuggire di casa per poi venire ad abitare nell'appartamento nel quale lei e Federico s'incontravano.
Ma a un certo punto, visto il prezzo che è stata costretta a pagare per amore di Federico, stufa di dover fare delle rinunce senza ottenere nulla in cambio, deciderà finalmente di rivelargli la verità e di metterlo di fronte ad una scelta forzata.
Sarà così che Federico comunicherà alla moglie di voler divorziare una volta per tutte da lei ma, quando sarà in punto di partire per Los Angeles con la sua amata, Claudia escogiterà l'ennesimo stratagemma per impedire la partenza.
Federico, a questo punto, si sentirà costretto a lasciare Maddalena per rimanere a fianco della moglie, ma poco dopo la stessa verrà misteriosamente uccisa: pensando erroneamente che la colpa sia stata di Maddalena, Federico se ne assume la responsabilità e finisce in prigione.
In realtà, invece, il nipote di Claudia, Andy, in quanto tossicodipendente, l'ha assassinata in un impeto di follia poiché questa gli aveva negato il denaro richiesto.
Maddalena, inconsapevole dell'omicidio, partirà per Los Angeles per dimenticare Federico, al quale non ha rivelato di essere in stato interessante: qui metterà al mondo sua figlia Valentina e sposerà un uomo che le darà una casa e delle mansioni importanti.
Trascorso un anno, tornata a Miami a causa delle gravi condizioni nelle quali riversa la madre, Maddalena verrà a conoscenza dell'omicidio di Claudia, e tenterà in tutti i modi di provare la sua innocenza, assieme alla nipote di Federico, alla quale costui è molto legato.
Intanto, il nipote di Claudia, in fin di vita a causa dell'aids, confessa di esserne stato il colpevole.
Nonostante questo, esiste ancora Stefano, il marito di Maddalena, a separare i due giovani, poiché ricatta Maddalena fingendo di essere ancora cieco in seguito ad un incidente: dopo aver saputo del suo matrimonio, Federico, ancora ignaro del fatto che Valentina sia sua figlia, decide di rinunciare a Maddalena e per cercare di dimenticarla si fidanza con Graziella, la figlia di Stefano, una ragazza arrogante e viziata da sempre avversa a Maddalena.
Intanto Maddalena viene a sapere del meschino inganno del marito e decide di lasciarlo. Tuttavia, presa dall'orgoglio, e non volendo deludere la madre che si trova ancora in condizioni molto gravi, decide ugualmente di non tornare a fianco di Federico.
Federico, dopo essere venuto a conoscenza del fatto che Maddalena ha lasciato Stefano, è alimentato da nuove speranze e decide di rompere il fidanzamento con Graziella, ma quest'ultima, per evitare di perderlo, arriva ad inventare una finta gravidanza: la verità finirà col venire presto allo scoperto, così, poco dopo, Giulia, amica del cuore di Maddalena, decide di far visita a Federico, confessandogli che Valentina è sua figlia, e che tra Maddalena e Stefano non vi è mai stato un vero e proprio rapporto coniugale.
Federico, perciò, è intenzionato a conoscere la figlia tanto desiderata e a chiarire ogni dissapore con Maddalena.
I due potranno così sposarsi e realizzare il loro più grande sogno a dispetto di tutte le avversità incontrate nel loro cammino.